# Capriana
Capriana là một đô thị ở tỉnh Trento ở vùng Trentino-Alto Adige/Südtirol của Ý, tọa lạc cách 30 km về phía đông bắc của Trento.
Capriana giáp các đô thị: Montan, Truden, Altrei, Salorno, Valfloriana, Grauno, và Sover.